# Brya buxifolia
Brya buxifolia là một loài thực vật có hoa trong họ Đậu. Loài này được (Murray) Urb. miêu tả khoa học đầu tiên.